# Kluster
Kluster — немецкая экспериментальная музыкальная группа из Берлина, созданная в 1969 году Хансом-Йоахимом Роделиусом, Конрадом Шнитцлером и Дитером Мёбиусом. Их импровизационные работы предвосхитили более позднюю индустриальную музыку. Первоначальный Kluster был недолгим, просуществовав только с 1969 по середину 1971 года, когда Конрад Шнитцлер ушёл, а оставшиеся два участника переименовали себя в Cluster. Позже Шнитцлер возродил группу с 1971 по 1973 год, а затем с 2007 года до своей смерти в 2011 году.

## История

### 1969-1971
Kluster была основана Конрадом Шнитцлером, Хансом-Йоахимом Роделиусом и Дитером Мёбиусом в 1969 году. И Шнитцлер, и Мёбиус были учениками Йозефа Бойса в Дюссельдорфской Академии Изящных Искусств в 1960-х годах. Шнитцлер и Роделиус оба участвовали в основании Zodiak Free Arts Lab в Берлине в 1968 году и вместе работали в авангардных группах Geräusche (с нем. — «Шумы») и Plus/Minus. Трио встретилось, когда Мёбиус работал шеф-поваром по приготовлению стейков в Берлине. Он был приглашён присоединиться к группе Роделиусом и Шнитцлером. Группа базировалась в Западном Берлине. В том же году трио впервые выступило в берлинском клубе Zodiac и на ранних выступлениях было заявлено как Ensemble Kluster или Die Klusters. В интервью Дэвиду Эллиоту в 1980 году Шнитцлер вспоминал: "...всё началось в клубе "Zodiac" в 1969 году, потому что там что-то было, и мы с Роделиусом тогда играли с Мёбиусом, используя инструменты, усилители и эхо". Он также описывает их музыку того времени как имеющую "много обратной связи и все эти потрескивающие звуки". В дополнение к скрипке, флейте, фортепиано, виолончели, перкуссии и органу трио использовало в качестве инструментов будильники и кухонную утварь. Стивен и Алан Фримены, пишущие в "The Crack in the Cosmic Egg", описывают музыкантов и их музыку так: "Все трое были давно зарекомендовавшими себя музыкантами и радикалами на берлинской андеграундной сцене, и, естественно, то, что они придумали, было непохоже ни на что слышанное ранее!"
В конце того же года Шнитцлер прочитал газетное объявление церковного органиста, интересовавшегося новой музыкой. Результатом стало спонсорство церковью первых двух альбомов, "Klopfzeichen" и "Zwei-Osterei", при условии, что Kluster был готов добавить религиозный текст на первую сторону каждой пластинки. Обе пластинки были выпущены лейблом Schwann, известным своей церковной музыкой, и в общей сложности было выпущено и продано по 300 копий каждой. Комментарий Шнитцлера к тексту: "Если вы не понимаете немецких слов, это звучит лучше. [...] Если вы знаете, что это значит, вы найдёте это ужасным". "Klopfzeichen" был записан в Rhenus-Studio в Гордорфе, Германия, за одну сессию 21 декабря 1969 года, а "Zwei-Osterei" был записан в том же месте 23 февраля 1970 года. Обе сессии были записаны Конни Планком в качестве звукорежиссёра и Оскаром Готлибом Бларром в качестве продюсера. Музыка первых двух альбомов частично описана Стивеном и Аланом Фрименами: "Хотя у них никогда не было электронных инструментов, музыка Kluster была довольно необычной, с гитарами, перкуссией, органом, виолончелью и т.д., с обилием устройств обработки звука, эхо, магнитофонов и других фильтров, чтобы создать музыку, которая источала электричество — суровую, мрачную, индустриальную и кошмарно нервирующую". Трио также много гастролировало по Германии в 1969-70 годах.
Третий и последний альбом Kluster, "Eruption", был записан вживую в 1971 году во время последнего совместного концерта трио и был записан Клаусом Фройдихманном, который также был участником другой группы Конрада Шнитцлера, также называемой Eruption. Первоначально он был выпущен частным изданием с неправильным (по мнению Шнитцлера) названием "Kluster und Eruption". Первоначальный тираж составил 200 экземпляров. Он был переиздан в 1973 году под названием "Schwarz" в качестве сольного альбома Конрада Шнитцлера, хотя в нём упоминаются выступления Ределиуса и Мёбиуса. В конце концов, альбом был переиздан с правильным, по мнению Шнитцлера, названием "Eruption" на CD немецким лейблом "Marginal Talent" в 1997 году.
Хотя все три участника играли на разных инструментах на трёх записанных ими альбомах, состав иногда описывается как состоящий из Мёбиуса на барабанах, Роделиуса на виолончели и Шнитцлера на клавишных. Также использовались неортодоксальные инструменты, такие как автомобильные аккумуляторы и генераторы сигналов электриков. За время своей деятельности у Kluster были незначительные продажи. Было отпечатано и продано всего по 300 копий каждой из первых двух пластинок. Каждый из участников приобрёл гораздо больше поклонников в результате своих более поздних работ и переизданий на LP в 1980-х годах, а переиздания на CD, выпущенные в 1996 и 1997 годах, собрали гораздо более солидные показатели продаж.
Конрад Шнитцлер покинул Kluster в середине 1971 года, ненадолго, чтобы продолжить работу с группой Eruption, а затем заняться сольной карьерой. Шнитцлер утверждает, что в то время Eruption гастролировали под названием "Kluster" и под этим предлогом переиздали в 2009 году под названием Kluster два альбома, первоначально помеченных как принадлежащие Eruption.
После того, как первоначальный состав Kluster распался, Роделиус и Мёбиус продолжили использовать англицизированную версию названия Cluster, первоначально вместе с Конни Планком, а с 1972 года и далее как дуэт. Они периодически были вместе до 2010 года, когда Роделиус объявил, что группа распалась.

### Реформирование Kluster
В интервью 1999 года Конрад Шнитцлер выразил надежду, что Kluster могут воссоединиться в 2000 году. Хотя этого никогда не происходило, Шнитцлер сотрудничал с Хансом-Йоахимом Роделиусом впервые почти за три десятилетия. Получившаяся в результате запись, Acon 2000/1, была выпущена японским лейблом Captain Trip в 2001 году. Стиль альбома очень напоминает Kluster, хотя и с использованием современной электронной аппаратуры.
В 2007 году Шнитцлер действительно возродил Kluster. При содействии американского музыканта Майкла Томаса Роу и японского музыканта Масато Ооямы (Ooy) Шнитцлер выпустил "Kluster 2007", набор из трёх компакт-дисков на частном лейбле Real Vine Music (2008). Музыка была помечена как "global playing" (с англ. — «всемирная игра»), поскольку каждый участник был родом с другого континента. Продолжая в этом направлении, в начале 2009 года был выпущен "Kluster 2008" (Real Vine Music, 2009). Этот альбом с подзаголовком "Three Olympic Cities Mix" (с англ. — «Смесь Трёх Олимпийских Городов»), ещё раз подчеркивая важность глобального сотрудничества. И, опять же, с Майклом Томасом Роу и Масато Ооямой.
В 2008 году лейблом Important Records были выпущены ещё два альбома под названием Kluster: "Admira" и "Vulcano". Этот материал был записан в 1971-1972 годах Шнитцлером, Фройдихманном и Вольфгангом Зайделем. Большая часть материала для этих альбомов была ранее выпущена лейблом Qbico Records, а трио было названо Eruption. Существуют некоторые споры о том, было ли переименование пластинок просто уловкой для увеличения тиража, но есть некоторые записи о том, что Шнитцлер продолжал использовать название Kluster после 1971 года.

## Дискография
- 1970: Klopfzeichen (студийный альбом)
- 1971: Zwei-Osterei (студийный альбом)
- 1971: Eruption (концертный альбом)
- 2008: Vulcano: Live in Wuppertal 1971 (концертный альбом)
- 2008: Admira
- 2008: Kluster 2007: CMO (студийный альбом)
- 2008: Live Action 1972 - Wuppertal (на самом деле концертный альбом Eruption, переизданный на CD лейблом Important Records (неправильно) под названием Kluster)
- 2009: Kluster 1969-1972 (бокс-сет, на самом деле записи Eruption (только) 1970-1971 годов, выпущенные на итальянском лейбле Qbico Records (неправильно) под названием Kluster)
- 2009: Kluster 2008: Three Olympic Cities Mix (студийный альбом)
- 2009: CMO 2009: Three Voices (germany-usa-japan) (студийный альбом)
- 2011: A unique remix of the material from Kluster 2007 featured in the Compilation CD VOL K compilation by Zelphabet Records.
- 2011: Kluster CMO 2010 (студийный альбом)
- 2012: Klusterstrasse 69-72 (бокс-сет, материал Kluster фактически полностью записан в 1969-1970 годах)

## Состав

### Основной состав
- Конрад Шнитцлер (1969—71: 2007-11)
- Ханс-Йоахим Роделиус (1969—71)
- Дитер Мёбиус (1969—71)
- Клаус Фройдихманн (1969—71)
- Вольфганг Зайдель (1969—71)

### Другие участники
- Криста Рунге (1969)
- Манфред Паэте (1970)
- Майкл Томас Роу (2007-11)
- Масато Оояма (2007-11)

### Производство
- Конрад (Конни) Планк (1969—70)
- Оскар Готлиб Бларр (1969—70)